# مايكل ليدين
مايكل آرثر ليدين (بالإنجليزية: Michael Ledeen) (ولد في لوس أنجلس، كاليفورنيا، 1 أغسطس 1941) هو مؤرخ، وفيلسوف، وكاتب أمريكي. ومستشار سابق لمجلس الأمن القومي الأمريكي، ووزارة الخارجية الأمريكية، ووزارة الدفاع الأمريكية.

## الوظائف الأكاديمية
ليدين حاصل على درجة الدكتوراه في التاريخ والفلسفة من جامعة ويسكونسن-ماديسون حيث درس المؤرخ اليهودي الألماني المولد جورج موس.

## وصلات خارجية
- مايكل ليدين على موقع إن إن دي بي (الإنجليزية)